# جيسي بارفيلد
جيسي بارفيلد (بالإنجليزية: Jesse Barfield)‏ هو لاعب كرة قاعدة أمريكي، ولد في 29 أكتوبر 1959 في جوليت في الولايات المتحدة.

## وصلات خارجية
- جيسي بارفيلد على موقع دوري كرة القاعدة الرئيسي (الإنجليزية)
- جيسي بارفيلد على موقع الدوري الياباني لكرة القاعدة (الإنجليزية)
- جيسي بارفيلد على موقعبيزبول رفرنس.كوم (الدوري الرئيسي) (الإنجليزية)
- جيسي بارفيلد على موقعبيزبول رفرنس.كوم (الدوري الثانوي) (الإنجليزية)
- جيسي بارفيلد على موقع إي إس بي إن.كوم (أم.أل.بي) (الإنجليزية)
- جيسي بارفيلد على موقع مشجعي الرسوم البيانية (الإنجليزية)